# 田端文士村
田端文士村(たばたぶんしむら)は、明治時代末期から昭和初期頃までの間、東京府北豊島郡滝野川町字田端（現在の東京都北区田端）近辺に多くの文士や芸術家達が集まり、いわゆる文士村が形成されていた地域の呼称である。芸術家も含めて「田端文士芸術家村」という表現もある。
当時について紹介する施設として、北区により田端文士村記念館が開設されている。

## 歴史

### 芸術家の村として

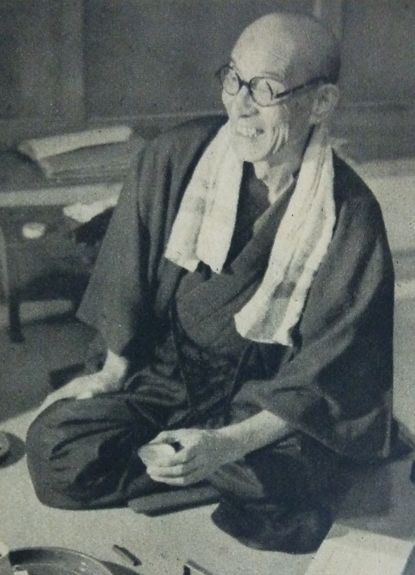
小杉未醒（方庵）

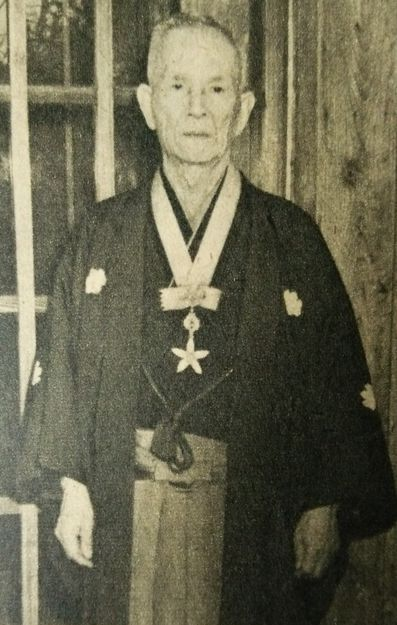
板谷波山

この地にかつてあった田端村は江戸時代、江戸近郊の農村であった。特に大根と里芋が名産品であった。明治時代に入り、1888年（明治21年）には田端村は近隣の村と合併し滝野川村となったものの、田畑と雑木林が豊かな農村地帯であったことには変わりがなかった。しかし、その前年の1887年（明治20年）に上野に東京美術学校（現在の東京芸術大学）が開学すると、そこへ通う下宿生が近隣である田端の地に暮らすようになる。
1896年（明治29年）には東北本線（京浜東北線）に田端駅が開業し、また1903年（明治36年）には豊島線（現在の山手線の一部）も開通しｐ、次第に駅周辺に人口が集まるようになってくる。田端は農村から徐々に住宅地へ変わりつつあった。
そのような折、田端文士村の火付け役とも言える画家の小杉未醒（方庵）が1901年（明治34年）に、陶芸家の板谷波山が1903年（明治36年）にそれぞれ田端で暮らすようになった。特に板谷波山がこの地に窯を作ったのは、田端文士村の形成の発端になったという指摘もある。というのも、直接的であれ間接的であれ波山がきっかけで、後に中心人物である芥川龍之介や室生犀星が田端の地に暮らすことになったからである。芥川は板谷波山の親友である鋳金家の香取秀真と、室生は波山の弟子吉田三郎との関係が田端で起こったことがきっかけであった。
小杉未醒も田端文士村の形成に大きな影響を持った。小杉は田端の地に居を構え、1908年（明治41年）頃に「ポプラ倶楽部」という組織を、山県鼎、倉田白羊、森田恒友ら田端在住の芸術家たちを誘って結成し、テニスや野球を楽しんだ。そして、やがて田端在住の作家達の倶楽部「天狗倶楽部」と合流し、一大組織となった。やがて、これらの交流から同業の画家の間で『方寸』という同人誌が造られ、多くの画家が小杉未醒などの田端在住の画家の家を行き来するようになり、田端近辺で暮らす画家も多くなった。この時代は電話もなければ、電車の本数も少なかったので、同業者は一つの土地に集まっていた方が連絡を取るのには合理的だったという見方がある。他に小杉は詩作や短歌の制作にも長け、「老荘会」という中国思想を研究する会を造ったり、「道閑会」という田端在住の文士・芸術家達の交流の場にも顔を出したりと、田端文士村の交流には欠かせない人物であった。
このようにして明治から大正にかけて、田端の街は芸術家の「梁山泊」となった。
こうして多くの芸術家が文士より先んじて田端の地に住み、それに触発されて多くの作家や詩人も住むようになり、やがて田端文士村が形成されたといわれている。

### 芥川龍之介と室生犀星

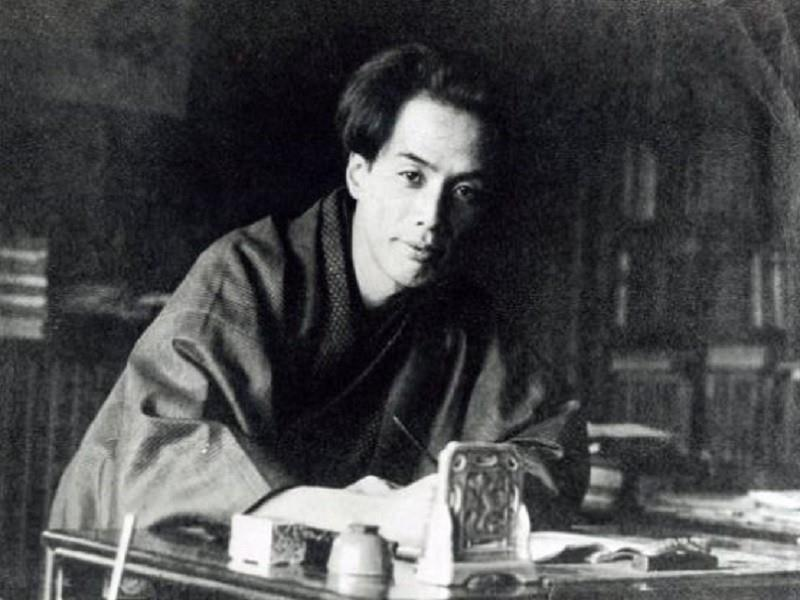
芥川龍之介

室生犀星

1914年（大正3年）に田端文士村の中心人物となる芥川龍之介が田端に引っ越してくる。当時は田端は芸術家は多くいたものの、文士は冒険小説家の押川春浪が住んでいた程度で皆無に等しかった。また当時の芥川は東京帝国大学の学生で、まだ作家としては無名であった。しかし、同年同級生だった久米正雄らと第三次『新思潮』を発刊、処女作品として「老年」を、次いで後に代表作の一つとなった「羅生門」を発表。1916年（大正5年）には、芥川の名前が一躍世間に知れわたった。特に「鼻」が夏目漱石から絶賛されると、文壇での地位は確固たるものになった。このできごとは多くの文士が田端に住む一つのきっかけにもなった。芥川は当地の芸術家とも交流を密にして、前述のように特に香取秀真とは親交が深かったともいわれている。
さらに1917年（大正6年）室生犀星が当地で詩誌『感情』を創刊した。室生が田端の地を選んだのは、当地に住んでいた吉田三郎の存在が大きかったといわれている。この『感情』には室生犀星の盟友である萩原朔太郎も加わり、萩原自身も1925年（大正14年）に田端に一時居を構えていた。
室生犀星も田端文士村の一翼を担った。ほどなくして、当地在住の芥川龍之介を知る。最初に出会ったのは1917年（大正6年）12月に日夏耿之介が開いた会合である。
両者は交流し、時には互いにライバル心を燃やしながらも田端文士村の作家たちの交流の要となり続けた。
1919年（大正8年）頃になると芥川が中心となって「道閑会」という田端在住の作家と芸術家達のとの親睦会が始まる。メンバーには、久保田万太郎や山本鼎や、小杉未醒らがいた。
またこの頃から芥川龍之介の書斎は「我鬼窟」と呼ばれ、面会日と決めていた毎週日曜日になると多くの文人達や芸術家が彼のもとに来たといわれている。特に画家の小穴隆一とは親交を密にした。

### 関東大震災
1923年（大正12年）に発生した関東大震災は東京に壊滅的な被害をもたらした。田端は地盤が比較的強固だったため、幸いにもさほど被害はなかった。しかし、この震災がきっかけで東京市内から多くの人が移住し、田端付近はベッドタウン化していく。
室生犀星は同年、石川県金沢市へ一時的に引越し、その住居には芥川龍之介の斡旋で菊池寛が住んだ。
さらに同年には堀辰雄も田端に移住。芥川に気に入れられ、堀は芥川や室生と親交を結んだ。
室生もまた1925年（大正14年）に田端の地へ再び移住。盟友・萩原朔太郎を田端の地に呼び、交流を深めた。この頃、萩原の家には室生の他に芥川や平木二六、中野重治などの田端在住の若い詩人もよく訪れた。芥川と室生そして萩原の三人で遊んだこともあったという。
萩原は数か月しか田端に在住しなかったが。夫人が病気になってしまい、やむなく神奈川県の鎌倉へ引っ越したためである、それと入れ替わるように土屋文明が田端の地にやって来た。また、この頃一時期、小林秀雄も居を構えた。

### 『驢馬』の創刊
1926年（大正15年）に田端文士村から『驢馬』という雑誌が誕生した。中野重治、堀辰雄、窪川鶴次郎、西沢隆二ら室生犀星の弟子というべき作家・詩人らによって作られた。題字は下嶋勲が手がけた。編集や打ち合わせは田端の高台のとある一室で行われていた。
創刊号には芥川や小穴隆一らの俳句も載り、まさに田端文士村の文士が結集した本であった。『驢馬』は1928年（昭和3年）まで続いた。
『驢馬』編集の打ち合わせの後、文士達は打ち上げの食事を田端の「カフェー紅緑」というレストランでよく行っていた。その店に田島いね子という女給がいた。彼女も作家志望で、芥川ともかねて面識があった。また風貌などから文士達は彼女の虜になり、やがて窪川鶴次郎と結ばれ、窪川いね子の名で作家デビューすることになった。いね子は後に佐多稲子として、20世紀の日本のプロレタリア文学を代表する作家となった。

### 芥川の死と文士村の終焉
1927年（昭和2年）7月24日、田端の街に衝撃が走った。芥川龍之介が自殺したのである。享年35であった。室生犀星は心の整理がつかず、追悼文を誌上に発表したのは死後半年たってからである。
室生は1928年（昭和3年）に田端の地を離れ、荏原郡馬込の地に引っ越した（馬込文士村）。これにより田端文士村の最盛期は過ぎたものという見方もできる。
その後、田河水泡や高田浪吉らも住んだが、かつてのような交流は見られなかった。
このほか、田端には新国劇の稽古場があった。その創設者である澤田正二郎と渡瀬淳子の長男である画家の澤田正太郎（1916年～1996年）が稽古場跡の自宅兼アトリエで晩年まで制作を続け、2023年（令和5年）には澤田正太郎記念館として改装・公開された。
田端は1932年（昭和7年）、東京市の35区への拡張に伴い滝野川区の一部として市域に編入され、太平洋戦争下の1943年（昭和18年）には東京都制が施行された。戦争末期の1945年（昭和20年）に空襲で大きな被害を受け、多くの文士は田端の地を離れた。戦災と戦後復興で街の景観も変わり、田端文士村という特筆すべき交流はこの時に終わったものといわれている。

## 田端文士村を形成していた主な文士・芸術家
※一時的に滞在していた文士・芸術家を含む。
- 芥川龍之介（作家)
- 石井柏亭（洋画家)
- 池田勇八（彫刻家)
- 板谷波山（陶芸家)
- 石井鶴三（彫刻家・洋画家)
- 岩田専太郎（挿絵画家)
- 小穴隆一（洋画家・俳人)
- 岡倉天心（思想家・評論家)
- 押川春浪（冒険小説家)
- 鹿児島寿蔵（人形作家・歌人)
- 香取秀真（鋳金家・歌人)
- 香取正彦（鋳金家)
- 川口松太郎（作家)
- 菊池寛（作家)
- 小杉放庵（画家)
- 小林秀雄（評論家)
- 佐多稲子（作家)
- サトウハチロー（詩人・作家）
- 田河水泡（漫画家）
- 瀧井孝作（俳人・小説家）
- 竹久夢二（画家・詩人）
- 堆朱揚成（漆芸家）
- 土屋文明（歌人）
- 内藤春治（鋳金家）
- 直木三十五（作家）
- 中野重治（作家・詩人）
- 野口雨情（詩人）
- 萩原朔太郎（詩人）
- 浜田庄司（陶芸家）
- 林芙美子（作家）
- 平塚らいてう（社会運動家）
- 二葉亭四迷（小説家）
- 堀辰雄（作家）
- 村上元三（作家）
- 村山槐多（画家・詩人）
- 室生犀星（作家・詩人）
- 山県鼎（洋画家）
- 山田順子（作家）
- 吉田三郎（彫刻家）
- 吉村芳松（画家）

### 田端文士村のその他の関係者
- 鹿島龍蔵：実業家。田端文士村の文士達のスポンサー的存在。
- 下嶋勲：医師・俳人。田端文士村の文士達のかかりつけ医で、芥川の最期も看取った。
- 広瀬雄：芥川の学生時代の恩師。室生犀星に堀辰雄を紹介。
- 中井猛之進：植物学者。東京帝国大学理学部教授。国立科学博物館館長。芥川の自宅の近くに住み、息子で作家の中井英夫は、幼少時に芥川龍之介の次男と幼馴染みであった。

## 田端文士村に関する著作
- 近藤富枝『田端文士村』講談社、1975年
- 田端文士村記念館編『芥川龍之介・多様なる生 田端時代の作品と交流』2007年
- 東京都北区立田端図書館編「田端文士村シリーズ」1985-1992年
  - 『古い田端を語る会』1985年（第1集）
  - 『田端ゆかりの文化人 その1』1985年（第2集）
  - 『田端の想い出』1986年（第3集）
  - 『芥川竜之介入門』1986年（第4集）
  - 『父を語る』1986年（第5集）
  - 『犀星と私』1987年（第6集）
  - 『大衆に愛された作家・趣味人たち』1987年（第7集）
  - 『女流5人、今は昔 田端周辺を偲ぶ』1988年（第8集）
  - 『田端文士村 室生犀星生誕百年特集』1989年
  - 『田端文士村 よみがえる田端のありし日』1990年
  - 『田端文士村 実業家・鹿島竜蔵と文士・芸術家たち』1991年
  - 『田端文士村 田端文士・芸術家村探訪<資料編>』1992年

## 田端文士村に関する施設・遺構
- 天然自笑軒：1908年、宮崎直次郎が現・東京都北区田端1丁目17番に開いた割烹料理屋。「道閑会」の田端文士が利用していただけでなく、芥川龍之介が結婚披露宴を行った場所でもある。若槻礼次郎や渋沢栄一も通ったとされる。現在は一般の住宅になっているが、門の一部が跡地として残る。
- 楽天堂医院：1907年、下嶋勲が田端348番地（現・東京都北区田端1丁目15番）に開業した医院。「道閑会」の田端文士が患家を利用していた。
- 田端文士村記念館：1993年竣工の北区立の記念館。田端文士たちに関する展示のほか、講演会など各種イベントが行われている。
- 東京都北区立田端図書館：田端にある図書館。一角に「田端文士村コーナー」がある。

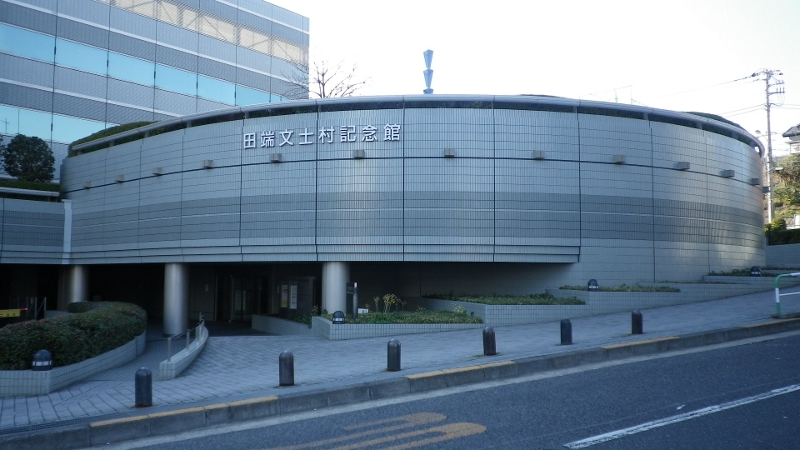
田端文士村記念館
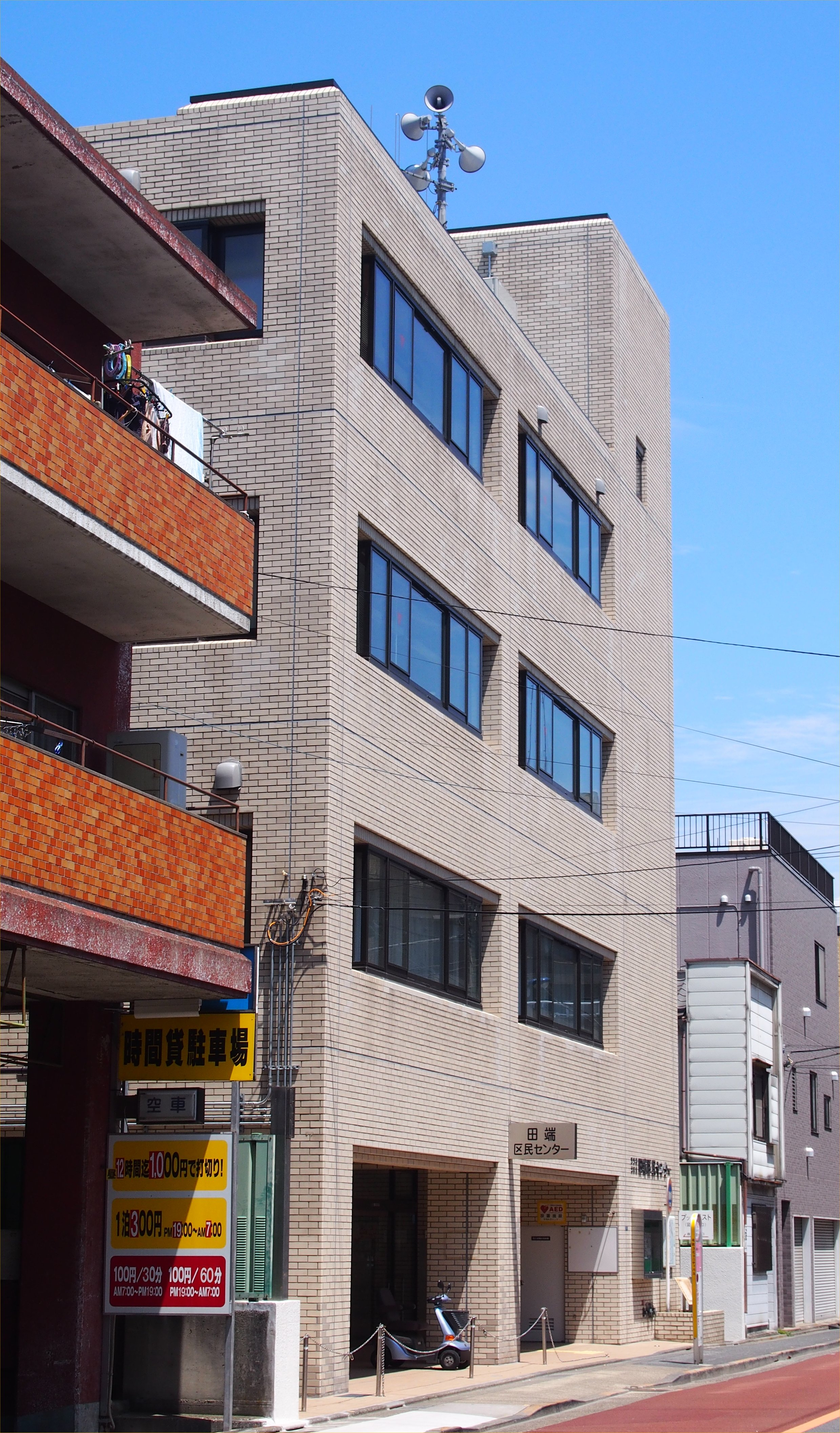
北区立田端図書館が入る田端区民センター
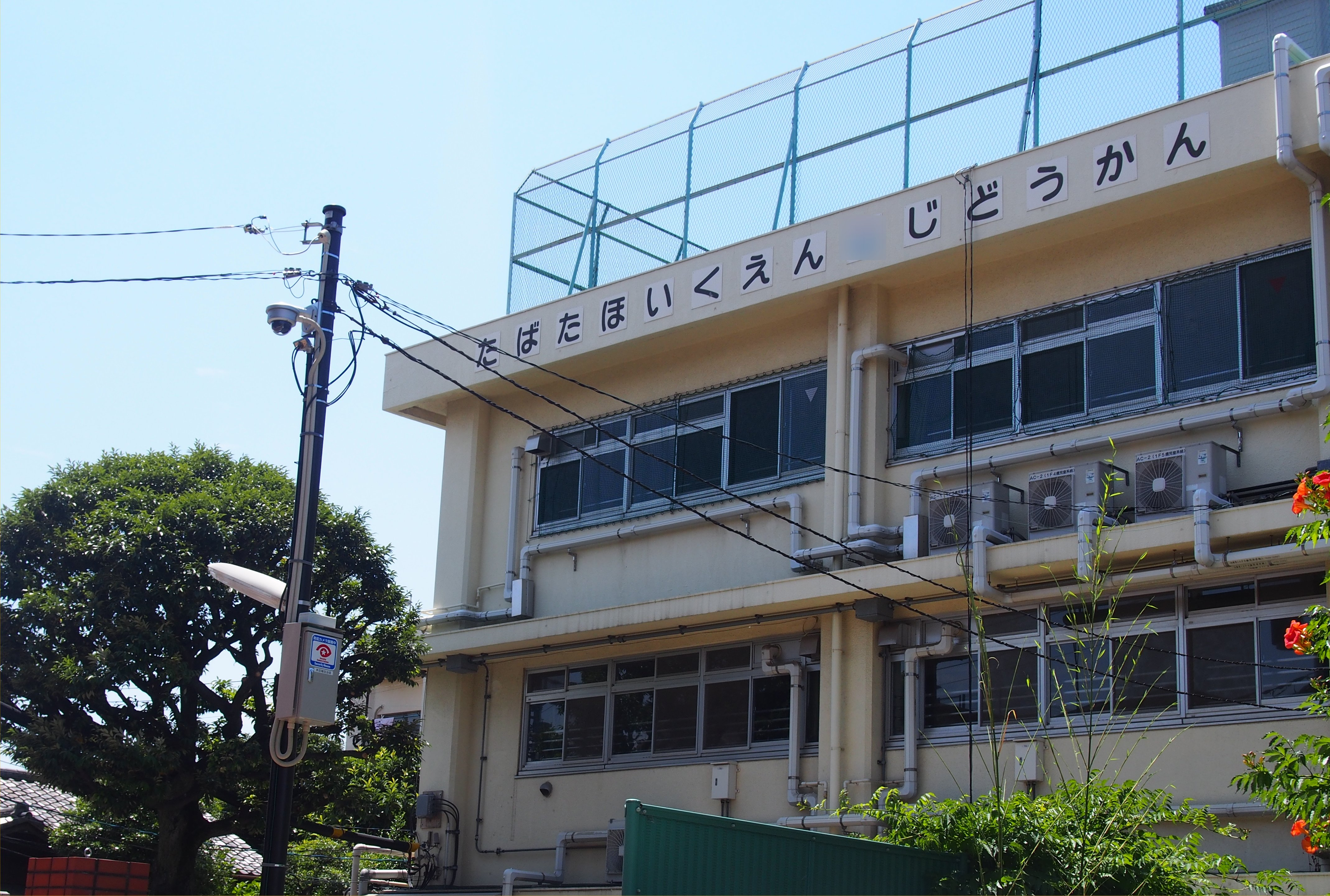
ポプラ倶楽部の跡（現:北区立田端保育園）